# Фридлендер, Юлий
Эдуард Юлий (Юлиус) Теодор Фридлендер (нем. Eduard Julius Theodor Friedländer; 1813—1884) — немецкий нумизмат, писатель.

## Биография
Юлий Фридлендер родился 25 июня 1813 года в городе Берлине.
Значительными приобретениями во время поездок по Италии он положил основание нынешнему значению собрания монет в Берлинском музее. В 1854 году Юлий Фридлендер стал директором музея и существенно содействовал расширению его экспозиций.
В 1872 году Фридлендер был избран в члены Берлинской академии наук.
Перу Юлия Фридлендера принадлежит значительное число работ о монетах остготов, вандалов, Юстиниана, римских, греческих и средневековых.
Наиболее известные труды Ю. Фридлендера: «Die Münzen der Johanniterordens auf Rhodos» (Берлин, 1843), «Die Münzen Justinians» (вместе с Пиндером, Берлин, 1843), «Die Münzen der Ostgoten» (Берлин, 1844), «Die Münzen der Vandalen» (Берлин, 1849), «Die oskischen Münzen» (Лейпциг, 1850, с 10 табл.), «Das königliche Münzkabinett. Geschichte und Uebersicht der Sammlung» (вместе с Салле, 2-е изд., Берлин, 1877, с 11 таблицами), «Die italienischen Schaumünzen des XV Jahrhunderts» (Берлин, 1880—82, с 42 гелиографическими таблицами), «Verzeichniss von griechischen Münzen, welche aus modernen Stempeln geprägt sind» (Берлин, 1883). После его смерти была опубликована работа «Repertorium zur antiker Numismatik», в приложении к «Description des médailles antiques» Мионне (Берлин, 1885).
Эдуард Юлий Теодор Фридлендер умер 4 (или 14) апреля 1884 года в родном городе.